# 결혼 생활
《결혼 생활》(영어: Married Life)은 미국에서 제작된 2007년 시대극 영화이다. 아이라 색스가 연출, 공동 각본, 제작을 맡고, 피어스 브로스넌, 크리스 쿠퍼, 퍼트리샤 클라크슨, 레이철 매캐덤스 등이 출연하였다.

## 줄거리
1949년 중년의 성공한 사업가 해리 앨런(크리스 쿠퍼 분)은 자신보다 훨씬 젊은 전쟁 미망인 케이 네즈빗(레이철 매캐덤스 분)과 불륜 관계에 있다. 새로운 감정으로 활력을 되찾은 해리는 절친한 친구 리처드 랭리(피어스 브로스넌 분)에게 이 사실을 털어놓고, 외로워할 케이를 위로해 주기 위해 그녀를 한 번 찾아가 보라고 권유한다. 리처드는 그 부탁을 받아들여 케이를 방문하고, 곧 그녀에게 매력을 느끼게 된다.
리처드는 해리의 아내 팻이 남편의 외도 사실을 모르는 채 존 오브라이언이라는 남성과 바람을 피우고 있다는 사실도 알게 된다. 케이와의 관계를 이어가고 싶은 리처드는 해리와 팻이 서로에게 돌아가길 바라는 마음에 두 사람에게 결혼 생활을 유지하라고 조언한다.
하지만 해리는 케이와 결혼하기로 결심하고, 이혼이 아내 팻에게 큰 상처와 수치를 줄 것이라 생각해 그녀를 살해하기로 결심한다. 그는 팻이 매일 복용하는 소화제에 독을 타기로 한다. 그러나 케이를 찾아간 해리는 그녀가 관계를 정리하려 하자 당황한다. 케이의 집을 나섰다가 그간 자신이 보낸 편지들을 돌려받으려고 되돌아온 해리는 리처드의 품에 있는 케이의 모습을 목격하고 두 사람의 관계를 깨닫는다.
충격을 받은 해리는 팻이 독이 든 약을 복용하지 못하게 막으려고 집으로 달려간다. 팻이 이미 잠들어 있자 해리는 그녀가 약을 먹었다고 짐작해 침실 창가에 다가가 창을 연다. 그때 팻이 눈을 뜨며 “오늘은 일찍 왔네, 무슨 일 있어요, 여보?”라고 말한다. 뒷마당을 내려다본 해리는 급히 옷을 입으며 도망치는 존 오브라이언의 모습을 보며 팻의 불륜을 직감한다. 하지만 해리는 그녀를 추궁하지 않고, 죄책감에 사로잡힌 듯 조용히 상황을 받아들인다.
이후 리처드와 케이는 결혼하여 존 오브라이언 부부와 함께 해리와 팻 부부의 한 사교 모임에 속하게 된다. 해리와 팻은 부부 관계 회복으로 향하는 길목 어딘가에 있다.

## 출연진
- 피어스 브로스넌 - 리처드 랭리 역
- 크리스 쿠퍼 - 해리 앨런 역
- 퍼트리샤 클라크슨 - 팻 앨런 역
- 레이철 매캐덤스 - 케이 네즈빗 역
- 데이비드 웨넘 - 존 오브라이언 역

## 기타 제작진
- 배역: 하이키 브랜드스태터, 에이비 코프먼, 코린 메이어스
- 미술: 후고 우치츠비호프스키
- 세트: 캐럴 러밸리
- 의상: 마이클 데니슨